# بنیان سنگی
بنیان سنگی (به هندی: Aadharshila) فیلمی محصول سال ۱۹۸۲ و به کارگردانی آشوک آهوجا است. در این فیلم بازیگرانی همچون نصیرالدین شاه، آنیتا کانوار، دویک ناندان پاندی، نینا گوپتا، راجا بوندلا، کی.کی. راینا، آنو کاپور ایفای نقش کرده‌اند.